# 火

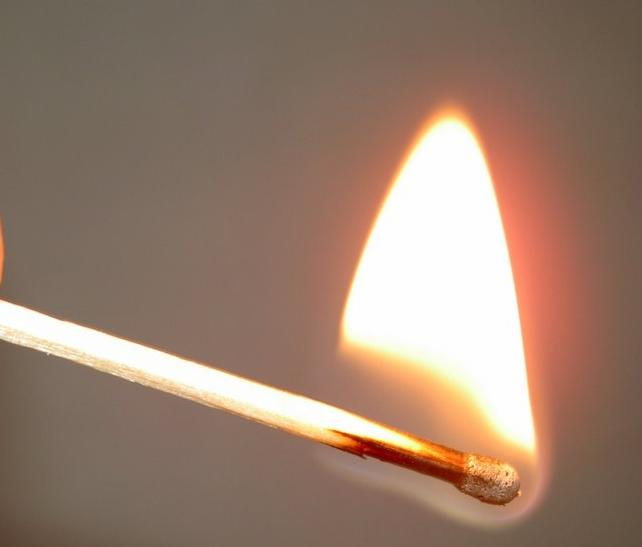
マッチの火

火（ひ）とは、化学的には物質の燃焼（物質の急激な酸化）に伴って発生するプラズマ、あるいは燃焼の一部、と考えられている現象である。
火は、熱や光を発生させると共に、様々な化学物質も生成する。気体が燃焼することによって発生する激しいものは炎と呼ばれる。煙が熱と光を持った形態で、気体の示す一つの姿であり、気体がイオン化してプラズマを生じている状態である。燃焼している物質の種類や含有している物質により、炎の色や強さが変化する。
人類は古来、火を照明、調理、暖房、合図のために用いており、また近代以降は動力源としても火を利用してきた。「火の使用により初めて人類は文明を持つ余裕を持てた。」と考える人もおり、火を文明の象徴と考える人もいる。その後も火は人間の生活の中で非常に大きな地位を占め、火を起こすための燃料の確保は全ての時代において政治の基本となっている。とくに20世紀中盤以降はもっとも広く使用される燃料は石油であり、石油を産出する産油国はその生産によって莫大な利益を上げ、また石油価格の上下は世界経済に大きな影響を及ぼす。
火は火災を引き起こし、燃焼によって人間が物的損害を被ることがある。また、世界的な生態系にも影響する重要なプロセスである。火はある面では生態系を維持し、生物の成長を促す効果を持つ。また、火は水質・土壌・大気などを汚染する原因という側面もある。

## 火の理解史
人類は火を様々に理解してきた。いかにして火を手に入れたのかという、火の起源神話も世界各地から知られている。このタイプの火の起源神話として最も知られているものの一つに、ギリシア神話におけるプロメテウスの神話がある。

四元素説における元素の関係図。

前6世紀、ヘラクレイトスは、流転する世界の根源に火を位置づけ、魂を神的な火とみなした。前5世紀のエンペドクレスは、火を四元素のうちのひとつとし、プロメテウスに因んで「パイロ（古代ギリシア語: πυρ）」とした。デモクリトスは、魂と火を同一視し、原子は無数あるとしつつ、「球形のものが火であり、魂である」とした。アリストテレスの『自然学』において、火は四元素のひとつと位置づけられていた。古代ギリシャ哲学の流れを汲むイスラム科学でも火は元素の1つであると考えられた。（また中国大陸の哲学でも類似の考えかたがされていた）。18世紀ころまでのヨーロッパでも、おおむね主にアリストテレスの『自然学』における火の理解のしかたを継承したと考えてよい。ただし、他方で錬金術においては、火は物質や物質に仮託された精神の統合や純化を促す力、と考えられていた。

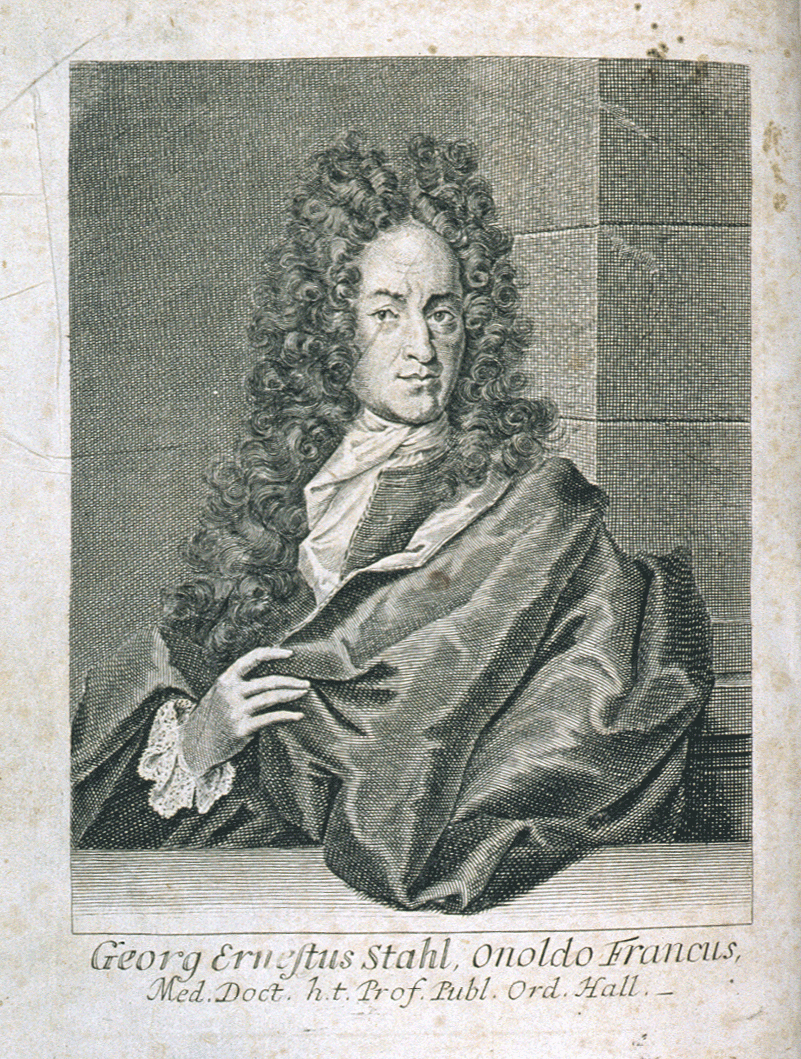
ゲオルク・エルンスト・シュタール

18世紀になると、多くの思想家は、熱や光に火の本質を求めようとした。カントは、温度上昇を火の元素の移動と関連付けて理解した。
ゲオルク・エルンスト・シュタールは、火というのは可燃性の原質「フロギストン」によって起きていると考え1697年の著書『化学の基礎』でこれを表明した。この説（フロギストン説）は多くの人々に支持され最大の影響力を持っていた。同説に対抗する諸説はあったが、18世紀末にラヴォアジエが行った批判や同氏の理論の説得力などにより、燃焼を酸素との結合現象とする説を採用する人が増え主流となってゆくことになった。

## 火の構造、しくみ
火は炎心と内炎と外炎によって構成されている。最も明るいのは内炎である。これは、炭素（すす）が最も多く含まれているためである。最も熱いのは、外炎である。これは、酸素と最も多く接触しているためである。また、内炎は、不完全燃焼をおこしている。

### 燃焼

火には、燃料と酸素と熱が必要である。

火を付けるには、可燃物、酸素ガスのような酸化剤、それらの混合物が引火点を越えるための熱が必要である。火が点火すると、燃焼によって発生した熱エネルギーがさらなる燃焼を起こすが、燃焼し続けるには連鎖反応を生み出すよう燃料と酸素が連続的に供給される必要がある。火はこれらの要素が揃わない環境では存在しない。燃料と酸素だけでなく、触媒が必要な場合もある。触媒はそれ自体が燃焼するわけではないが、化学反応を促進する役目を果たす。
火を消すには、上述の要素のいずれかを取り除けばよい。例えば天然ガスの火を消すには以下のいずれかを行えばよい。
- ガスの供給を止める - 燃料を除去する。
- 炎を何かで完全に密閉する - 酸素供給を断ち、炎の周囲にCO2を充満させる。
- 水を大量にかけ、炎が熱を発生するよりも素早く熱を奪う。冷気を吹き込んでも同じ効果が得られる。
- ハロメタンのような反応遅延剤を使う。燃焼の化学反応そのものを遅延させ、連鎖反応できなくする。

逆に、燃焼効率を高めることで火を強めることができる。そのためには化学量論的につりあいのとれた形で燃料と酸素の供給量を調整する。これによって火の温度も高くなって連鎖反応も強まるが、同時に触媒を必要とする場合もある。

### 炎

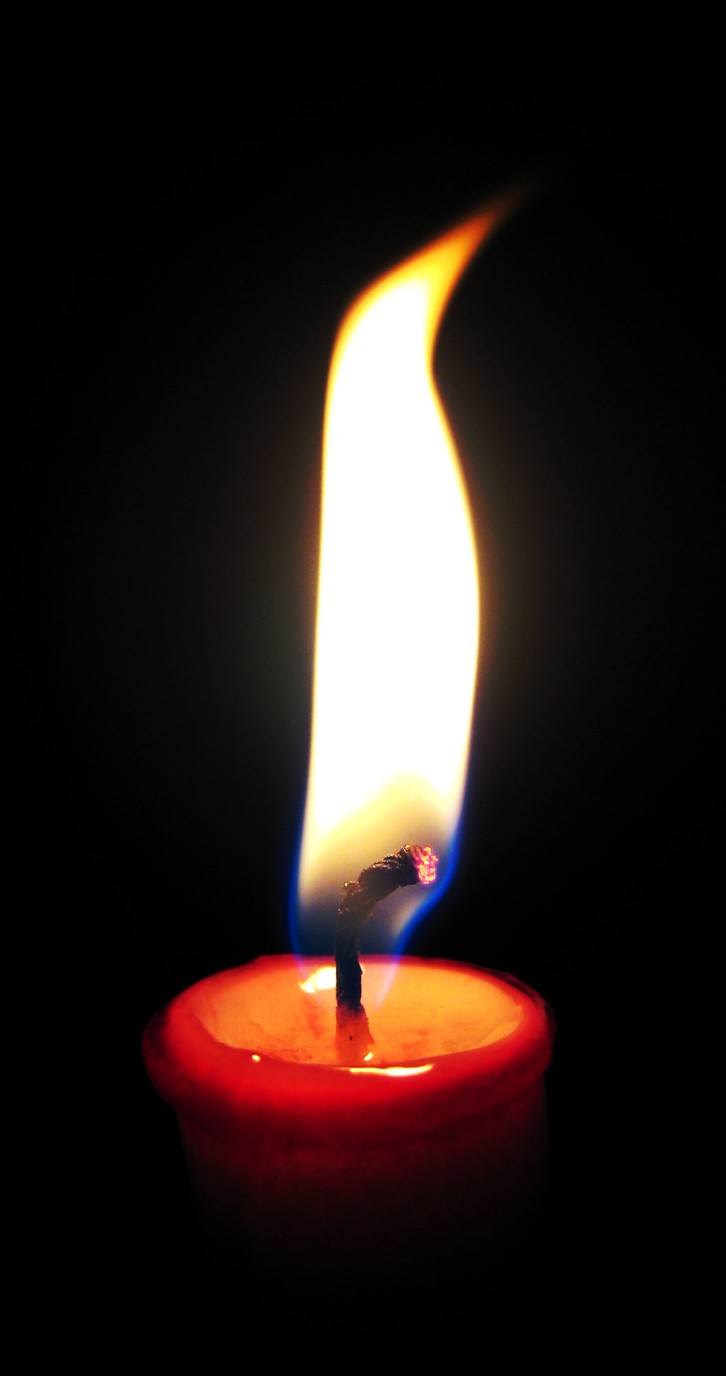
ろうそくの炎

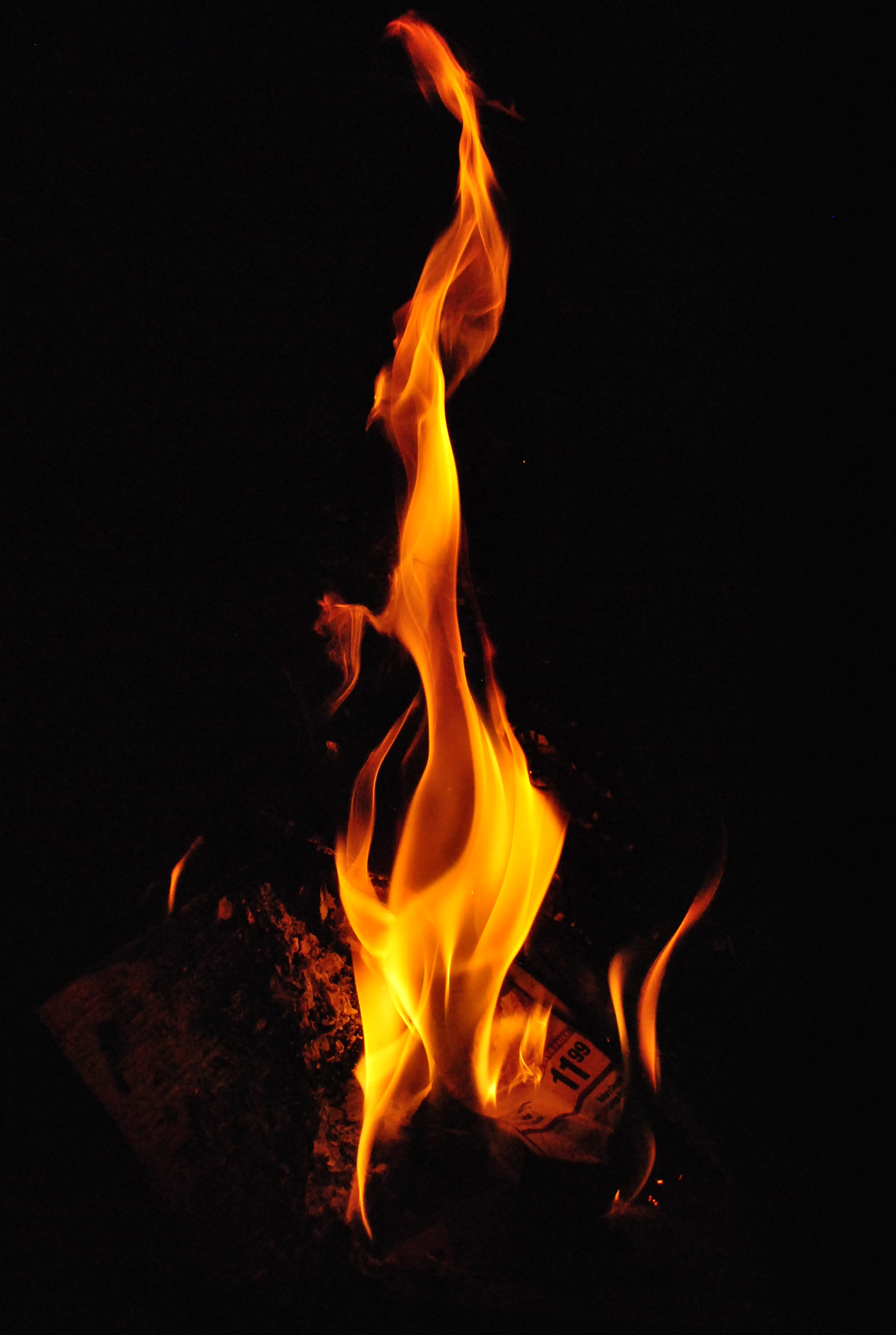
高く上がる炎

炎は可視光や赤外光を放つ化学反応中の気体と固体の混合物であり、その周波数スペクトルは燃焼物や中間生成物の化学組成によって異なる。木などの有機物を燃やしたり、ガスを不完全燃焼させると、すすと呼ばれる白熱した固体粒子を生じ、赤からオレンジ色の火になる。火の発する光は連続なスペクトルを有する。ガスが完全燃焼すると、炎の中では励起された分子の電子が様々な遷移を起こして単一の波長の光を発するため、やや暗い青色の光になる。一般に火には酸素が必須だが、水素と塩素が化学反応して塩化水素となる場合も炎を生じる。他にも、フッ素と水素、ヒドラジンと四酸化二窒素の化学反応でも炎を生じる。
炎の発する光は複雑である。すす、ガス、燃料の粒子などが黒体放射するが、すすの粒子は完全な黒体として振舞うには小さすぎる。また、ガス内で下方遷移した原子や分子が光子を放出する。放射のほとんどは可視光と赤外線の範囲にある。色は黒体放射の温度や燃焼に関わる物質の化学組成によって変化する。炎の色を最も左右するのは温度である。山火事の写真を見ると、様々な炎の色が見てとれる。地表付近は最も激しく燃焼しているため、有機物が最も高温で燃焼しているときの白または黄色の炎が見える。その上にはやや温度の低いオレンジ色の炎があり、さらに温度の低い赤い炎が見える。赤い炎の上では燃焼は起きず、燃焼しきらなかった炭素粒子が黒い煙となっている。
アメリカ航空宇宙局 (NASA) は、炎の形成に重力もある役目を果たしていることを発見した。重力の条件が異なれば、炎の形状や色が変化する。通常重力下では対流によってすすが上に登っていくため、右の写真に見られるような形になり、黄色になる。宇宙空間などの無重力状態では対流が起きないため、炎は球状になり、完全に燃焼するため青くなる（ただし、燃焼によって発生したCO2がその場に留まって炎を包むため、ゆっくり炎を移動させないと火が消えてしまう）。この違いの説明はいくつか考えられるが、温度があらゆる方向に等しく伝わるためすすが生じず、完全燃焼するためという説明が最も妥当と見られる。

### 熱
様々な火や炎の温度は次の通りである。
- 酸水素ガスの炎: 2000℃ 以上
- ブンゼンバーナーの炎: 1300℃から1600℃[13]
- ブロートーチの炎: 1300℃[14]
- ろうそくの炎: 1000℃
- 紙巻きたばこ:
  - 吸い込んでいないとき: 外側で400℃、内側で585℃
  - 吸い込んでいるとき: 内側で700℃
  - 常に内側の方が熱い。

## 火の利用・用途
火の利用は、大きくは二つに分けられる。一つは光源であり、その炎から発する光を利用するものである。もう一つは熱源であり、燃焼による発熱を利用するものである。もっとも古い火の利用は、おそらく焚き火の形であり、これはその両方に利用された。現在でもキャンプにおける重要な事項の一つが焚き火の確保である。

### 火の利用の始まり
人類がいつごろから火を使い始めたのか、はっきりした事は解っていない。人類が突如、火起こしをはじめたとは考えにくいため、初期の火は落雷や山火事によって燃えている木の枝などを住居あるいは洞窟に持ち帰り、火種として保存していたと考えられている。現在、火を使用した痕跡として発見されている最古のものは、南アフリカ、スワルトクランス洞窟の160万年前、東アフリカのケニア、チェソワンジャ遺跡の140万年前、エチオピアのミドル・アワシュ、イスラエルのゲシャー・ベノット・ヤーコブ炉跡といったものがある。この時代の人類はホモ・エレクトスと云われており、一説にはホモ・ハビリスまでさかのぼることができるという人もいる。

### 光源
ごく初期には焚き火がそのまま光源として用いられたと思われる。その薪を持ち上げれば松明になり、この二つが人工的な光源としては最古のものだと考えられている。その後明かりの燃料としては油が使われるようになり、油に浸した灯心に火をつけ光源とするようになった。行燈や灯篭などがこれにあたる。他に蝋燭も明かり用の火を作るもので、これを携帯用にした提灯とともに広く使用された。近代に入ると、1792年にウィリアム・マードックがガス灯を発明し、19世紀初頭にはヨーロッパで普及した。また19世紀中盤には石油の増産と精製技術の向上によって、それまでの鯨油に替わって石油が照明用油の主力となった。
現在では明かりの主力は電気であるが、蝋燭は宗教行事では多用する上、薪能のように松明の明かりの雰囲気を楽しむ例もある。

### 暖房
生活用熱源としての火の利用は、暖房と調理と光源が主なものだった。特に北方の寒冷地域では暖房は不可欠であり、光源と調理を兼ねて大きな炉が部屋の中央に置かれ、火は生活の中心となっていた。日本の北部では炉は近代にいたるまで囲炉裏として家の中心に置かれていたが、ヨーロッパでは壁に寄せて全面を大きく開ける竈が主流となり、調理に用いない暖炉も普及した。一方南方の温暖な地域では光源や暖房としての利用がほぼ不要だったため、炉は小さく、屋外に置かれることも珍しくなかった。調理や光源から切り離された移動できる暖房器具としては火鉢や行火などが用いられ、移動用の懐炉も利用された。
部屋全体を暖かくするような暖房には、より激しく燃える火が必要になる。しかし室内で炎が上がるのは危険なので、火を閉じこめた上で激しく燃やすためにストーブや暖炉が作られた。液体燃料や気体燃料は、それを十分安全に供給する仕組みが発達するまでは利用されなかった。現在ではむしろこちらが主力である。電気はこちらではそれほど燃料の代替をしていない。

### 調理
食物の加工に火を利用するようになったのは山火事などで逃げ損ねた動物の焼けた肉を食べたことなどがあったのではないかといわれている。食物を火で加熱することを覚えたことは、人類にとって重大な進歩だった。単に火を通すことで食味が良くなるだけではなく、それまで生では食べることの困難だった穀物や豆、芋など多くのものが食用可能になり、さらに動物の肉や魚などに火を通すことで寄生虫や病原菌の危険なしにこうした食物を摂取することができるようになった。こうした加熱消毒は現代においても調理の重要な一側面である。土器が出現すると、食材と水を入れて加熱することで煮ることが可能になった。さらに金属器が登場すると食材をより効率的に加熱することが可能となり、油で炒めたり揚げるといった調理法も開発された。
20世紀になると、電磁調理器や電子レンジなどの登場で、火を使わない加熱調理が可能となった。

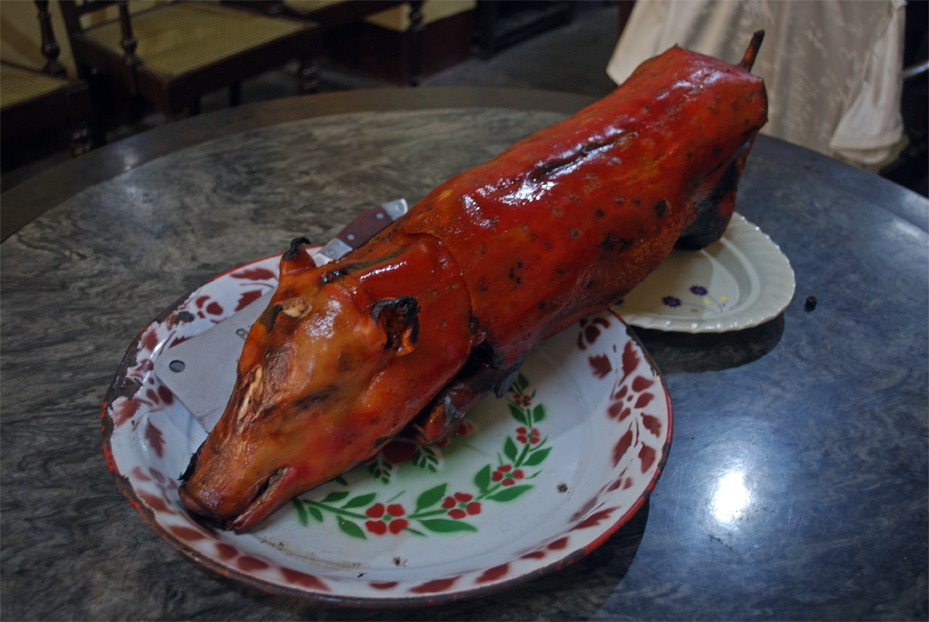
豚のまる焼き
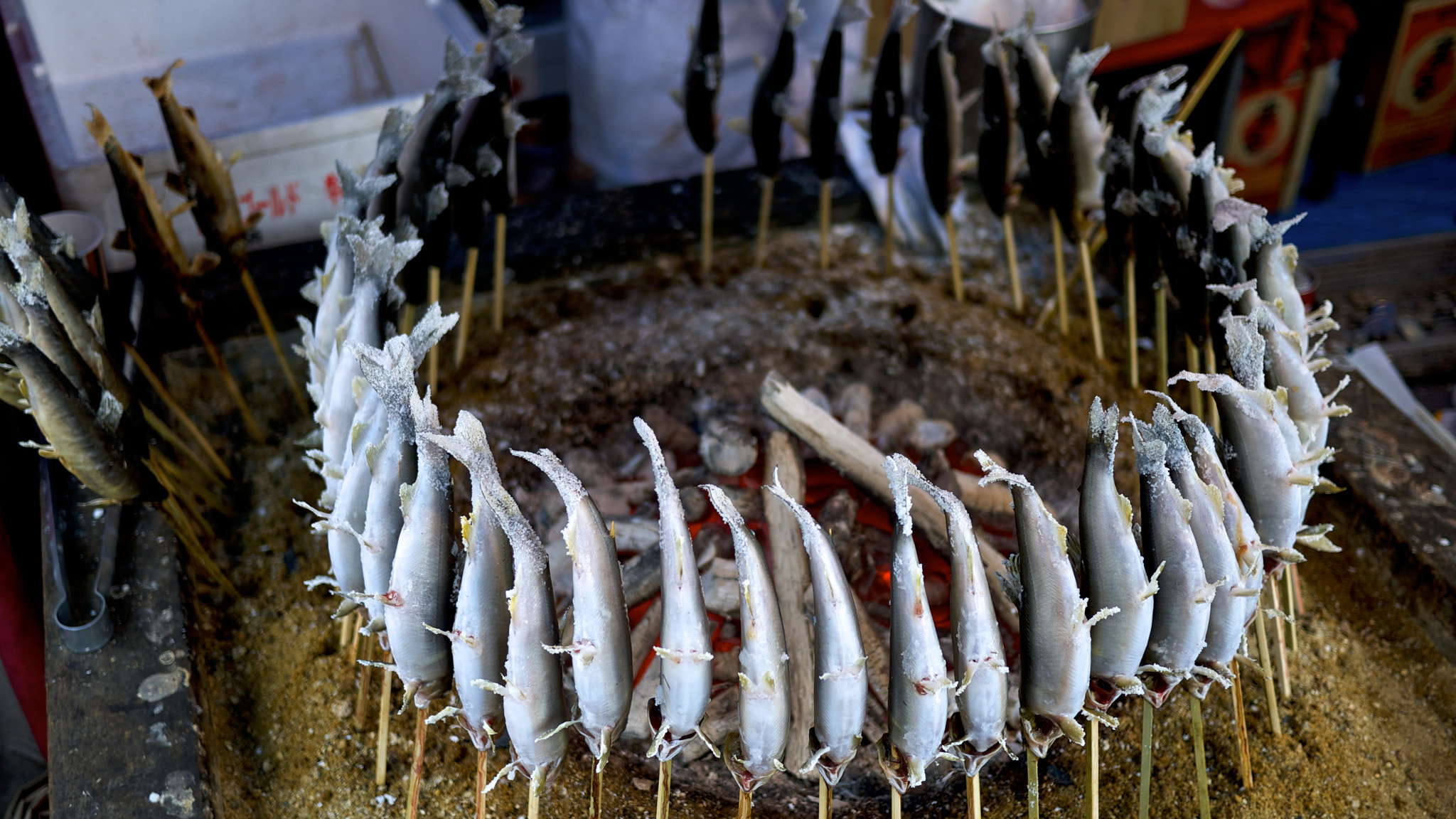
焼き魚
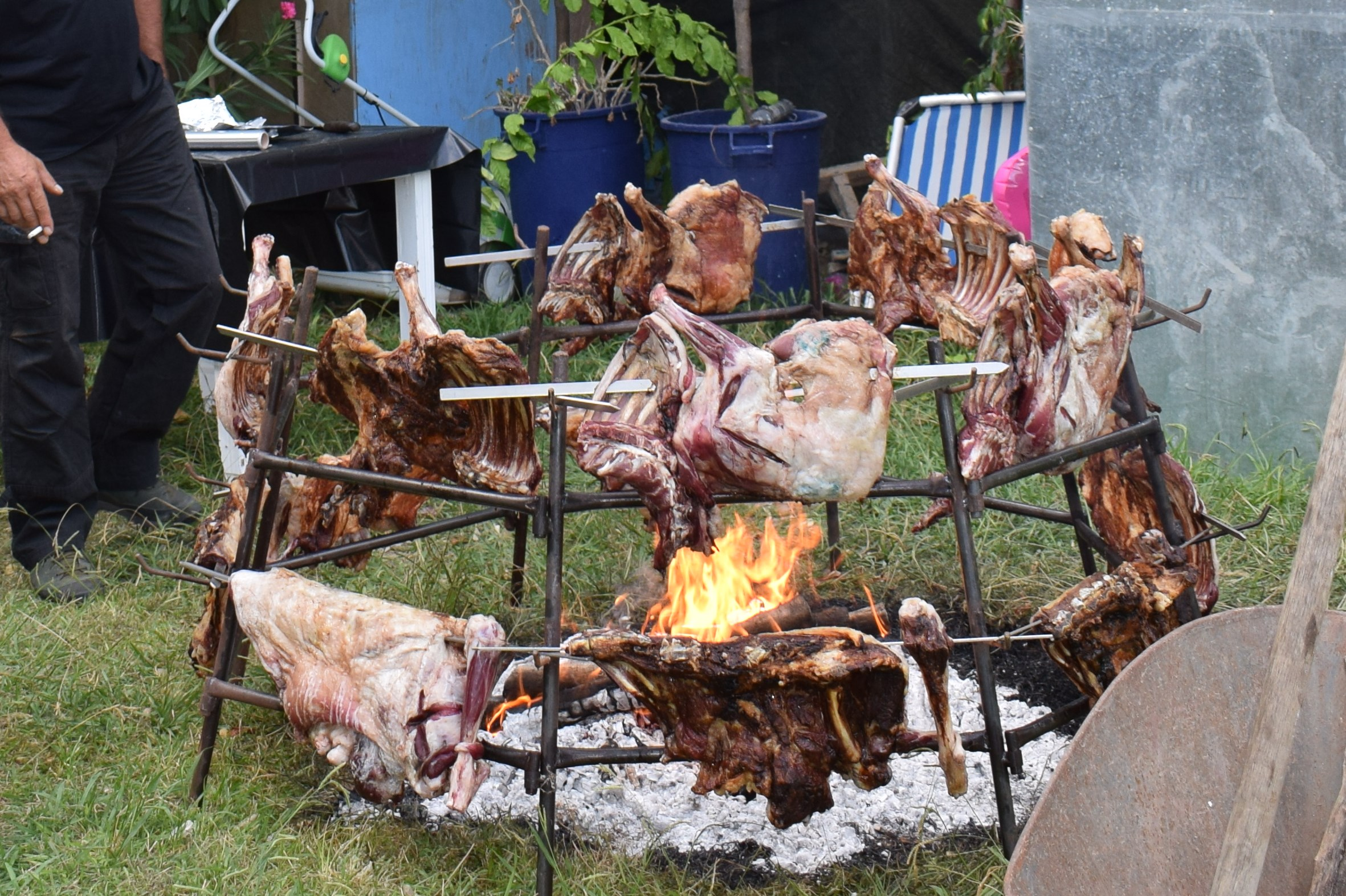
肉を焼く

### 農業
山火事などで焼けた土地には草原ができ、これは草食動物のエサ場となり、当時まだ狩猟のみに頼っていた人類においては見逃せないほどの食糧供給の増大をもたらした。山火事が幾度も繰り返されるうちに人々はこのことに気づき、こうして人類の一部は適当な時期を見計らって野焼きを行って人為的に草原を維持するようになった。やがて森林地域においてもこの方法が持ち込まれたが、立木や生木を燃やすのは困難を極めるので、あらかじめ木を切り倒しておき、それを乾燥させてから火を放つようになった。さらに農業がこの地域に持ち込まれると、この野焼きによって空いたところに穀物や芋などを植え、畑とするようになった。これが焼畑農業の起源とされている。火を放つことによって地面に残された灰は良い肥料となり、このため焼畑を行った土地においては数年間は良い収穫を得ることができた。やがて地力が落ちてくるころになると畑は放棄され、新たな土地の木を切り倒してそこを新しい畑とする。放棄された畑には数十年後には再び森林が生い茂り、数か所を回ってきた人間がふたたびそこに火を放って畑にするといった形で循環がおこなわれていた。焼畑農業は現代においても熱帯地域を中心に広く行われているが、サイクルが短くなったため地力の消耗を招き、また森林火災を招き地球温暖化にも悪影響をもたらすとされ、しばしば問題となっている。
また、焼畑以外にも火を農業に利用する例はある。日本においては収穫後の水田に火を放って枯れた収穫後の稲や藁を燃やす、いわゆる火入れが行われることがあるが、これは害虫の駆除と燃えた後の灰を肥料化するという二つの目的で行われている。

### 工業
火は、高熱によって物質の状態を変化させることができるため、この性質を利用してさまざまな工業に利用されてきた。こうした用途における最も古い利用法は粘土を焼いた、いわゆる土器の焼成である。土器はより高い温度で焼き上げると陶器、さらには磁器となり、より硬度を増すようになった。土器に次いで、人類は金属の精錬を覚えた。まず最初に開発されたものは融点の低い銅の利用であり、やがて錫と混ぜ合わせることで硬い青銅を作り上げることができるようになった。青銅の利用は人類を石器時代から一段階進歩させ、青銅器時代という一時代となった。さらにその後、人類は鉄を精錬できるようになり、鉄器時代が始まった。その後も火は工業にとってなくてはならないものであり、各種工業において広く使われている。

### 兵器・武器

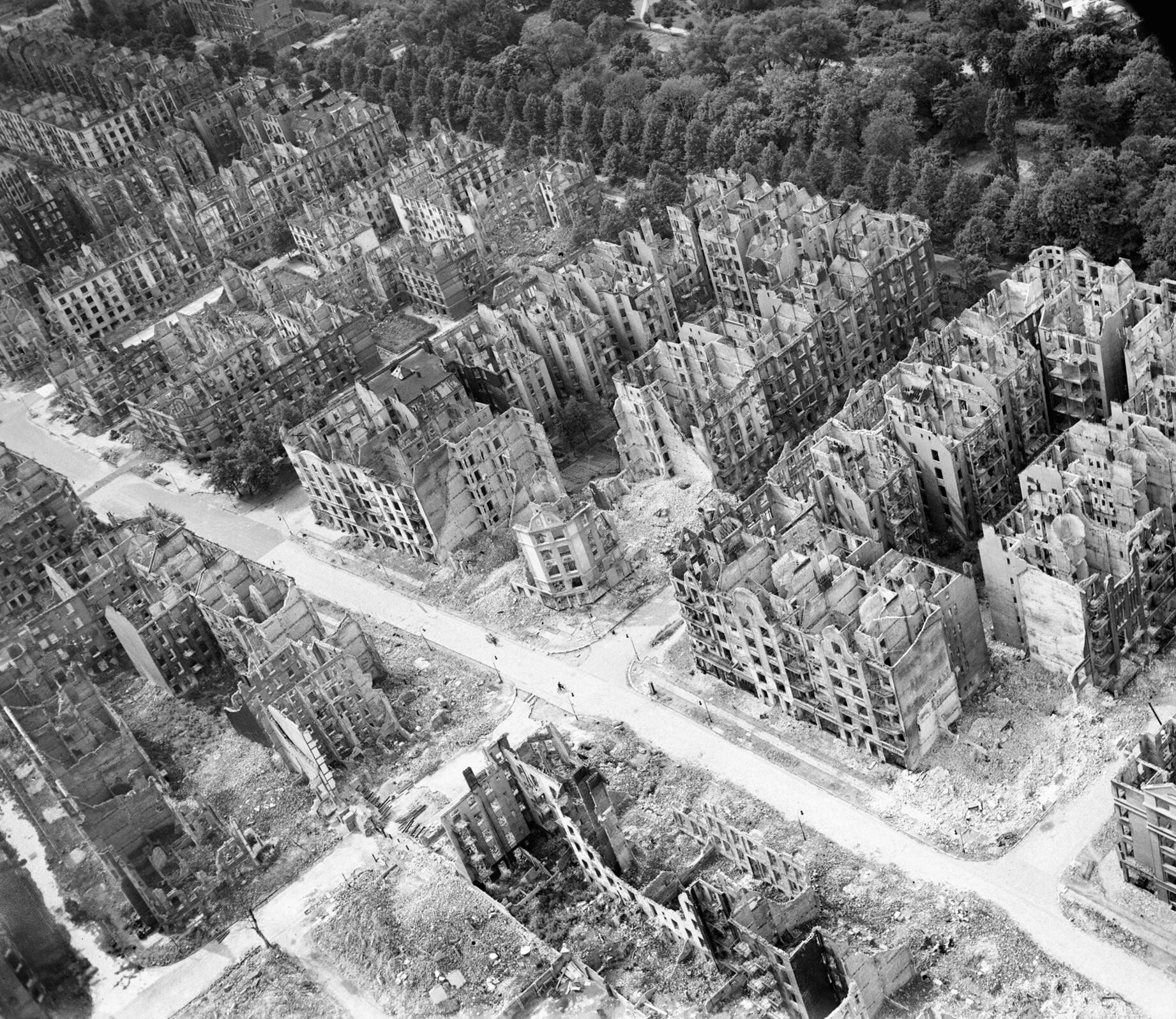
1943年7月、焼夷弾を投下された後のハンブルク市街。約5万人の一般市民が亡くなった

火は歴史上様々な形で戦争に利用されてきた。古代から火矢などによる火攻めは行われており、東ローマ帝国では戦争にギリシア火薬を用いた。宋で黒色火薬が開発されると火器の開発が始まり、15世紀にはヨーロッパで鉄砲や大砲が普及し、16世紀には日本にも到達した。第一次世界大戦では歩兵が初めて火炎放射器を使い、第二次世界大戦ではそれを車両に装備した。また、焼夷弾による爆撃が東京、ロッテルダム、ロンドン、ハンブルク、ドレスデンなどで行われた。それによって火災旋風が起きた都市もある。大戦末期には米軍が日本の各都市を焼夷弾で爆撃した。日本の家屋は木造が多かったため、焼夷弾の効果が大きかった。1945年7月、大戦終結直前にナパーム弾が投入されているが、ナパーム弾が一般に知られるようになるのはベトナム戦争のときである。また、火炎瓶という武器も使われてきた。

### エネルギー源
ローマ帝国期のアレクサンドリアのヘロンによる初歩的な蒸気機関の開発や、8世紀に開発された黒色火薬によるさまざまな火器という例外はあるものの、火をそのまま動力源とすることが一般化したのは17世紀以降のこととなる。1712年にトーマス・ニューコメンが実用的な初の蒸気機関を開発し、次いでジェームズ・ワットが大幅な改良を行って広く使用されるようになった。さらにリチャード・トレヴィシックやジョージ・スティーブンソンによって鉄道が開発され、交通でも火の動力源化が進んだ。19世紀後半には内燃機関が実用化され、自動車や航空機の開発へとつながった。石油、天然ガス、石炭といった化石燃料が火力発電で使われており、今日の発電量の大きな部分を占めている。国際エネルギー機関によれば、2007年時点で全世界のエネルギー源の80%強が化石燃料だという。火力発電所では火によって水を熱し、蒸気を発生させてタービンを駆動し、それが発電機を駆動して、発電が行われる。

## 火の扱い方

### 点火
火を利用するにあたって、もっとも困難なのは、火種を作ることである。自然界において火を自由に手に入れる機会はほとんどなく、落雷など偶然の機会に頼る他はない。その上、その際に山火事などの危険を生じる場合もあり、人間が近寄れないことも多々ある。このため、人類が火を起こす手段を開発するまではいったん手に入れた火種は大切に守られた。これは下記のような手段によって火を起こす技術が手に入ったのちも変わらず、多くの文明において各家庭にある火種は大切に守られるのが常であった。
発火法には大きく分けると、摩擦法・打撃法・圧縮法・光学法・化学法・電気法の6つに分類できるが、一般的に知られる代表的な例としては、以下の方法がある。
1. 火花を発生させる：火打ち石、放電など。打撃法に属する。
2. 摩擦熱から発火させる: 弓きりや舞きりなど（火種も参照）。摩擦法に属する。
3. 太陽光を集中させる：凸レンズや凹面鏡などを使って太陽光を一点に集中させ、火を起こす。光学法に属する。
4. 化学反応を利用する。化学法に属する。

古来使われたのは、最初の2つの方法である。もっとも単純な火おこし法は摩擦法であり、世界中に広く分布している。火打石などを使う打撃法も、摩擦法に比べ簡便であるために広く使用された。光学法は特に技術が不用なので、晴れていれば誰でも利用できるが、専用の機材がなければ無理である。また、安定した太陽光が必要なため晴天でない場合や夜間には用いることができない。こうしたことから一般的な火おこし法ではなかったが、この方法を使って火を起こせることは一部では知られており、まれに利用もされた。また、ボルネオやビルマなど一部においては可燃物をピストンの中に強く押し付ける圧縮法で火を起こす民族も存在した。化学法と電気法は科学革命の起こった19世紀以後の産物であり、それまでの前近代社会において使用されることはなかった。こうしておこされた火種は、火口（ほくち）と呼ばれる燃えやすい物質で受けて、火を大きくさせたのち様々な用途に使用された。しかし、こうした発火法はいずれも手間のかかるものであり、気軽に利用できるとは必ずしも言えなかった。
こうした点を改善し、点火を簡便に行える装置として開発されたのがマッチである。マッチは発火性のある物質をつけた短い軸木をこすり付けて火を起こすもので、系譜としては摩擦法に属する。赤リンの開発によって1852年に安全マッチが発明されると、簡単で安全な点火方法として普及し瞬く間にそれまでの点火方法を駆逐した。さらにライターなどの点火器具が次々と開発され、点火は以前と比べ非常に簡単なものとなった。

### 維持
人類が火の利用を始めてから火起こし法を開発するまでには100万年近くかかったと考えられており、その後も近代にいたるまでは火は各家庭で絶やさないようにされるのが常だった。日本では夜間や外出時には木の燃えさしを囲炉裏の灰の中に埋めて火種を生かしておき、次の使用時まで持たせていた。

### 消火
火は高温であり、さらに火事を引き起こすこともあるから、消火を確実に行うことも重要である。火を扱う器具は消火の仕組みも備えなければならない。固体の燃料は消火したように見えても高温を維持している場合があり、再び発火する危険性があるため、事後の処理に注意を要する。

## 火災

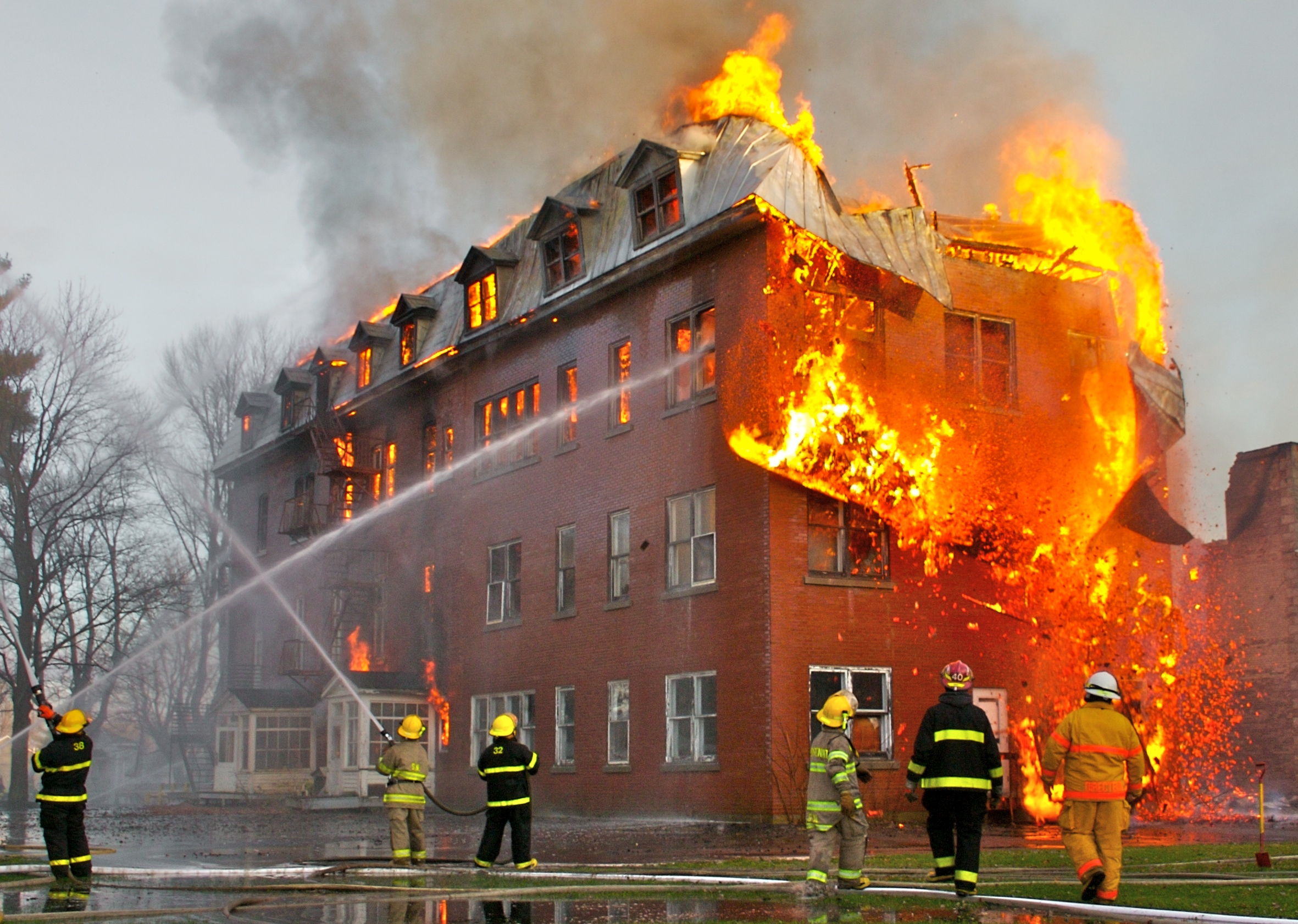
火災

火が人間の制御下を離れ燃え広がることを火災と呼ぶ。一旦火災が起こると多くの人命や財産が失われる場合が多い。一旦火災が起こると自然に鎮火することを期待するのは難しく、初期においては消火器により、それでも足りない場合には消防の力を借り消火する事になる。開発の進んだ地域では火災に対処するため消防サービスが提供されている。消防士が消防車などを使い、消火栓などの水を放水して消火する。燃焼している物質によっては化学消防車を使用する。
火災の予防には発火源となるものを除去することが第一である。また、火災を防ぐ方法についての教育も重要である。学校などの大きな建物では、火災に備えて避難訓練を実施している。ほとんどの法治国家では、放火は犯罪である。
多くの国で建築における出火対策を定めている。能動的対策としてスプリンクラー設備がある。受動的対策として先進国では建築材料の耐火性能について法律で規定している。
人口の集中する都市で起こった火災は大きな被害をもたらし、64年のローマ大火や1666年のロンドン大火のように歴史上広く知られているものも存在する。日本では燃えやすい木造家屋が中心だったために都市の大火が多く、なかでも江戸は1657年の明暦の大火を筆頭に、頻繁に大火に見舞われた。その後都市の難燃化や防火体制の整備によって都市の火事は全世界的に減少・小規模化したが、戦争や地震などによって防火体制にほころびが生じたときには大規模な火事が発生する場合がある。
また都市での火事のほか、森林や草原を焼き尽くす、いわゆる山火事も存在する。山火事はどの森林でも発生するが、特にオーストラリアやカリフォルニアといった温帯の半乾燥地や、シベリアやカナダなどの冷帯の針葉樹林では頻発しており、山火事を前提とした生態系が成立している。

## 宗教と民俗
火を信仰の対象とする、いわゆる火炎崇拝は世界中に広くみられる。古代世界において火は神格化され、畏敬の対象とされた。火の神としては、例えばインド神話におけるアグニがある。またゾロアスター教は拝火教という異名を持つとおり、火を重視する宗教である。火神としては竈神も重要で、日本のほかにも、古代ギリシアのヘスティアーや古代ローマのウェスタなどは篤く信仰された。仏教もインドの拝火信仰と習合し、火葬などの文化を各地に伝えた。また、仏教では仏の前に灯明を供える。日本でもお盆の送り火（京都市の五山送り火が有名）をはじめ、国内各地で特徴的な火祭りが数多く存在する。なかでも小正月に行われる左義長（どんど焼き）は、日本各地にほぼまんべんなく存在する。

## 象徴としての火
- 聖火、聖なる火（英語版）

### 生命や「想い」の象徴
生命はしばしば火に喩えられ、また火も生命にたとえられる。炎が動く様や燃料を消費しつつ燃えるのが、生命体が栄養をとりつつ活動するのに類似している。反対に生命体の死は、火が消えることに譬えられる。

### 死の象徴
一方で火災や戦火など死や破壊の象徴とされる事もある。
処刑の方法としての火あぶりは見せしめ的な印象が強い。また、自殺の方法のひとつである焼身自殺はやはり衆目を引きつける事を目指し、特に訴えるものを持つ者によって行われることが多い。

### 比喩
恋愛感情や怒りのような高ぶる感情はしばしば火や炎にたとえられる（比喩）。「焼け木杭（ぼっくい）に火がついた」という表現は、一度焼けて炭になった木の杭はその後も簡単に火がつくことから、かつて恋愛関係にあった男女がありがちなことに再度恋愛関係になることを意味している。また「火を噴くように」怒ったりするのもこの例である。羞恥などで頬が赤くなるのを「火が出るよう」と形容する例もある。
また、危険なものとの認識から、危機に陥ることを「尻に火がついた」などという例もある。野球において投手が打ち込まれる（立て続けにヒットを打たれる）と「火だるま」や「炎上」といわれる。
「火をつける」は実際に燃料に点火する場合にも使うが、たとえばある計画や活動を立ち上げる際にも使うことがある。一旦点火すると後は勝手に燃え上がるところからの転用であろう。発案者や仕掛け役のことを「火元」とか「火付け役」とかいう例もある。